# Pascal Rogard
Pour les articles homonymes, voir Rogard.
Pascal Rogard, né en 1949, est un administrateur français d'organismes professionnels dans les domaines du spectacle vivant et de l'audiovisuel. Il est décrit comme un lobbyiste influent et a largement travaillé à la promotion de la culture cinématographique et artistique française.
Employé à ses débuts dans une caisse de retraite, il met en scène des spectacles de théâtre en amateur, puis s'engage au sein d'organismes professionnels tels la Société civile des auteurs, réalisateurs et producteurs (ARP), dont il est délégué général de 1989 à 2003, et la Société des auteurs et compositeurs dramatiques (SACD), dont il est directeur général depuis 2004.

## Biographie

### Carrière
Pascal Rogard est diplômé en droit public et élève de l'Institut d'études politiques de Paris. Dans les années 1970, il fonde une troupe de théâtre amateur et met en scène des spectacles. Il travaille dans une caisse de retraite du bâtiment avant de réorienter sa carrière, en entrant à la Chambre syndicale des producteurs et exportateurs de films français, dont il devient secrétaire général en 1981,, entamant par là-même ses activités en tant que lobbyiste. Il entre également au Comité des industries cinématographiques et audiovisuelles des Communautés européennes et de l'Europe extracommunautaire (CICCE), dont il devient secrétaire général.
La suite de son parcours se déroule dans les organismes professionnels du monde du cinéma. Entre 1989 et 2003, Pascal Rogard est délégué général de la Société civile des auteurs, réalisateurs et producteurs (ARP). Il est engagé par le cinéaste Claude Berri, l'un des cofondateurs de l'ARP,. Pascal Rogard est depuis 2004 directeur général de la Société des auteurs et compositeurs dramatiques (SACD). Il préside également la Coalition française pour la diversité culturelle,.

### Rôle et influence
En tant que directeur général de l'ARP puis de la SACD, Pascal Rogard défend les intérêts de sa filière auprès des pouvoirs publics et décideurs. Il a par exemple été impliqué dans le maintien de la « clause d'exception culturelle » durant les négociations internationales et dans la réflexion ayant conduit au mécanisme de réponse graduée mis en place en France par la loi Hadopi.
Pascal Rogard est considéré comme un lobbyiste redouté et influent,, qui organise l'activité de lobbying de la profession. Selon Pierre Lescure il est le « maître à penser des producteurs », alors que son attitude évoquait à l'ancien ministre de la culture Jean-Jacques Aillagon l'image d'un « ministre du cinéma » officieux. Pascal Rogard récuse le terme de « lobbyiste » et affirme ne défendre que les causes auxquelles il croit.

## Décorations
Pascal Rogard est officier de la Légion d'honneur (il avait été fait chevalier de la Légion d'honneur par Jean-Jacques Aillagon en 2002),. En 2006, il est fait commandeur des Arts et des Lettres par Renaud Donnedieu de Vabres,. En 2009, il est fait commandeur de l'ordre national du Mérite,.